# Zuidelijke lemmingmuis
De zuidelijke lemmingmuis (Synaptomys cooperi)  is een zoogdier uit de familie van de Cricetidae. De wetenschappelijke naam van de soort werd voor het eerst geldig gepubliceerd door Baird in 1857.

(Zie ook: noordelijke lemmingmuis)

## Voorkomen
De soort komt voor in Canada en de Verenigde Staten.